# Wahlkreis Görlitz 2
Der Wahlkreis Görlitz 2 (Wahlkreis 58) ist ein Landtagswahlkreis in Sachsen. Er umfasst die Städte Görlitz und Reichenbach sowie die Gemeinden Königshain, Markersdorf, Vierkirchen im Landkreis Görlitz. Wahlberechtigt waren bei der letzten Landtagswahl (im Jahr 2019) 52.269 Einwohner. Der Wahlkreis entstand bei der Neustrukturierung der sächsischen Wahlkreise zur Landtagswahl 2014. Die bis dahin fünf vorhandenen Wahlkreise in der Oberlausitz wurden nur noch auf vier Wahlkreise aufgeteilt, die das gesamte Gebiet des Landkreises Görlitz abdecken. Der Wahlkreis Görlitz 2 wurde  dabei aus dem früheren Wahlkreis Görlitz (WK 58) und Teilen des früheren Wahlkreises Niederschlesische Oberlausitz 2 (WK 57) gebildet.

## Wahl 2024
Zur Landtagswahl 2024 treten folgende Direktkandidaten und Parteien an:
| Direktkandidat        | Partei              | Erststimmen in % | Zweitstimmen in % |
| --------------------- | ------------------- | ---------------- | ----------------- |
| Michael Kretschmer    | CDU                 | 47,2             | 34,2              |
| Sebastian Wippel      | AfD                 | 39,4             | 37,3              |
| Johanna-Marie Stiller | Die Linke           | 2,7              | 2,9               |
| Franziska Schubert    | GRÜNE               | 3,4              | 3,8               |
| Harald Baumann-Hasske | SPD                 | 1,8              | 4,8               |
| Moritz Weber          | FDP                 | 0,6              | 0,6               |
| –                     | Freie Wähler        | –                | 0,9               |
| –                     | Die Partei          | –                | 0,7               |
| –                     | Piraten             | –                | 0,2               |
| –                     | ÖDP                 | –                | 0,1               |
| –                     | BüSo                | –                | 0,1               |
| –                     | Tierschutz hier!    | –                | 1,3               |
| –                     | dieBasis            | –                | 0,2               |
| –                     | Bündnis C           | –                | 0,2               |
| –                     | Bündnis Deutschland | –                | 0,3               |
| Franz Nestler         | BSW                 | 4,9              | 10,3              |
| –                     | Freie Sachsen       | –                | 1,8               |
| –                     | V-Partei3           | –                | 0,1               |
| –                     | WU                  | –                | 0,3               |

## Wahl 2019
Vorläufiges Ergebnis der Landtagswahl am 1. September 2019 im Wahlkreis 58 – Görlitz 2:
(Ergebnisse in Prozent)
| Direktkandidat     | Partei               | Direktstimmen | Listenstimmen |
| ------------------ | -------------------- | ------------- | ------------- |
| Michael Kretschmer | CDU                  | 45,9          | 35,2          |
| Mirko Schultze     | Die Linke            | 4,0           | 6,3           |
| Mike Thomas        | SPD                  | 1,5           | 4,6           |
| Sebastian Wippel   | AfD                  | 37,9          | 37,9          |
| Franziska Schubert | GRÜNE                | 7,2           | 7,9           |
| –                  | NPD                  | –             | 0,3           |
| Stefan Waurich     | FDP                  | 1,2           | 2,5           |
| Frank Hannig       | Freie Wähler         | 1,0           | 1,4           |
| –                  | Tierschutz           | –             | 1,1           |
| –                  | Piraten              | –             | 0,2           |
| Michael Krause     | Die PARTEI           | 1,2           | 1,4           |
| Dietmar Jakowitz   | BüSo                 | 0,1           | 0,1           |
| –                  | ADPM                 | –             | 0,2           |
| –                  | Blaue Partei         | –             | 0,2           |
| –                  | KPD                  | –             | 0,1           |
| –                  | ÖDP                  | –             | 0,2           |
| –                  | Die Humanisten       | –             | 0,1           |
| –                  | PDV                  | –             | 0,1           |
| –                  | Gesundheitsforschung | –             | 0,3           |

| Wahlberechtigte | 52.269 |
| Wahlbeteiligung | 67,0 % |

## Wahl 2014
| Amtliches Endergebnis der Landtagswahl am 31. August 2014 in Sachsen im Wahlkreis 058 Görlitz 2 (Ergebnisse in Prozent) |

| Direktkandidat        | Partei          | Erststimmen in % | Zweitstimmen in % |
| --------------------- | --------------- | ---------------- | ----------------- |
| Octavian Ursu         | CDU             | 37,1             | 38,4              |
| Mirko Schultze        | Die Linke       | 19,3             | 17,9              |
| Gerhild Kreutziger    | SPD             | 8,1              | 10,8              |
| Kristin Schütz        | FDP             | 6,0              | 4,0               |
| Joachim Schulze       | GRÜNE           | 7,7              | 5,0               |
| Frank Mühle           | NPD             | 4,9              | 5,1               |
| –                     | Tierschutz      | –                | 1,3               |
| Carolin Mahn-Gauseweg | Piraten         | 1,7              | 1,1               |
| –                     | BüSo            | –                | 0,2               |
| –                     | DSU             | –                | 0,1               |
| Sebastian Wippel      | AfD             | 15,2             | 13,8              |
| –                     | pro Deutschland | –                | 0,2               |
| –                     | FREIE WÄHLER    | –                | 1,3               |
| –                     | DIE PARTEI      | –                | 0,7               |